# Xylopia sericophylla
Xylopia sericophylla là loài thực vật có hoa thuộc họ Na. Loài này được Standl. & L.O. Williams miêu tả khoa học đầu tiên năm 1953.